# اتحادیه فوتبال مالاوی
اتحادیه فوتبال مالاوی (انگلیسی: Football Association of Malawi) نهاد اداره‌کننده مسابقات فوتبال و فوتسال در کشور مالاوی است.
این سازمان که در سال ۱۹۶۶ تأسیس شده عضو کنفدراسیون فوتبال آفریقا و فیفا نیز می‌باشد و مقر آن در شهر لیمبه است.